# Mysateles prehensilis
Mysateles prehensilis је врста глодара из породице хутија (лат. Capromyidae). 

## Распрострањење
Куба је једино познато природно станиште врсте.

## Станиште
Врста Mysateles prehensilis има станиште на копну.

## Угроженост
Ова врста је на нижем степену опасности од изумирања, и сматра се скоро угроженим таксоном.

### Популациони тренд
Популациони тренд је за ову врсту непознат.